# Prince Mackaroo
Ojarumaru (яп. おじゃる丸 Одзяру-мару) — манга, автором которой является Рин Инумару. Впервые стала публиковаться издательством Shogakukan в ежемесячном журнале Ciao в 1993 году. В 2011 году манга была переиздана издательством Shueisha для публикации в журнале Saikyo Jump.
На основе манги студией Gallop в 1998 году был выпущен аниме-сериал. Сериал продолжает выпускаться, и на данный момент выпущено свыше 1300 серий аниме. Сериал Ojarumaru находится на 10-м месте по количеству выпущенных серий после: Sazae-san, Doraemon, Anpanman, Crayon Shin-chan, Nintama Rantaro, Oyako Club, Chibi Maruko-chan, Case Closed и Pokemon. Дублирован также на английском, испанском, итальянском, китайском и тагальском языках.
Сериал получил награду за лучшую анимацию на японском фестивале Media Arts Festival в 1999 году.
10 сентября 2006 года автор комиксов Рин Инумару покончила жизнь самоубийством, спрыгнув с 14-го этажа из окна своей квартиры. Она оставила предсмертную записку своей матери, в которой дала понять, что слишком долго испытывала стресс из-за своей работы.

## Сюжет
Действие разворачивается вокруг 5-летнего принца, который прибыл из эпохи Хэйян в современную Японию. Его также сопровождает светлячок и три демона Они. Главному герою предстоит адаптироваться под новый уклад жизни в новом для него обществе.

## Интернациональные версии
- В Испании сериал дублирован на испанском языке под названием El príncipe Mackaroo
- В Италии сериал дублирован на итальянском и транслируется по телеканалу Italia 1 под названием Ma che principe sei?
- В США сериал и ТВ-фильмы лицензированы компанией Enoki Films, однако всё ещё отсутствует дублированный перевод.
- На Тайване сериал дублирован на китайском языке под названием Фан доу хиао вангзи (反斗小王子)
- В Индии сериал дублирован на индийском языке и транслируется по телеканалу Hungama TV. Название не было изменено.
- В Филиппинах сериал дублирован на Тагальском языке и транслируется по телеканалу QTV Channel 11 и TV5 под названием Prince Mackaroo.

## Игры
Game Boy Color
- Ojarumaru: Moonlight Pond’s Treasure
- Ojarumaru: Mitsunegai Jinja’s Festival!

Game Boy Advance
- Ojarumaru: Moonlight Town’s Walk

Sega Pico
- Ojarumaru

Nintendo DS
- Ojarumaru DS: Ojaru and the A-I-U-E-O Lesson

## Музыка
Открытие
1. Utahito (詠人)(Сезоны 1-10)
2. Yumehito (夢人)(Сезоны 11-)

Концовка
1. The Pudding Anthem (プリン賛歌)(Сезон 1)
2. Pudding de Ojaru (プリンでおじゃる)(Сезон 2)
3. The Theme of the Oni Child Trio (子鬼トリオのテーマ)(Season 3)
4. Let us Love♪ (恋をいたしましょう♪)(Сезон 4)
5. The Peeled Away Wheel de Ojaru (あっちむいてホイでおじゃる)(Сезон 5)
6. Always in this Town ~Poverty-chan’s Song~ (この町いつも〜貧ちゃんの歌〜)(Сезон 6)
7. Our Moonlight Town Itty Bitty Club (われら月光町ちっちゃいものクラブ)(Сезон 7)
8. Moonlight Town’s Song (月光町のうた)(Сезон 8)
9. Denbo’s Buzzing Melody (電ボのブンブン節)(Сезон 9)
10. Squeaking Dancing (さんきゅっきゅダンシング)(Сезон 10)
11. Our World (ぼくらの世界)(Сезон 11)
12. The Ojarumaru Prosperous Song (おじゃる丸狂騒曲)(Сезон 12)
13. Snails (かたつむり)(Сезон 13)
14. Not my First Love (初恋は実らない)(Сезон 14)
15. My Walk (マロのさんぽ)(Сезон 15)